# Goshen (New Hampshire)
Pour les articles homonymes, voir Goshen.
Goshen est une municipalité américaine située dans le comté de Sullivan au New Hampshire. Selon le recensement de 2010, sa population est de 810 habitants.

## Géographie
La municipalité s'étend sur 22,58 milles carrés (58,48 km2), dont 0,09 milles carrés (0,23 km2) d'étendues d'eau.

## Histoire
La localité est fondée en 1768, elle fait alors partie de Saville (aujourd'hui Sunapee). En 1791, Goshen devient une municipalité en intégrant des terres provenant de plusieurs villages voisins. Elle doit probablement son nom à Goshen dans le Connecticut.